# لاوميديا (قمر)
لاوميديا المعروف أيضا باسم Neptune XII هو قمر غير نظامي في حركة طردية حول كوكب نبتون .
لاوميديا مثل العديد من الأقمار الخارجية لنبتون، يسمى نسبة لواحدة من النيريدات الخمسين بنات نيريوس ودوريس. قبل الإعلان عن اسمه في 3 فبراير 2007 (IAUC 8802)، كان لاوميديا معروفا بالتسمية المؤقتة S/2002 N 3.

## الإكتشاف
اكتشف (لاوميديا) في 13 أغسطس 2002 من قبل ماثيو جيه. هولمان، جون جيه كافيلارز، تومي جراف، ويسلي سي فريزر ودان ميليسافلجيفيك . ولقد غاب لاوميديا عن المركبة الفضائية فوياجر 2 في عام 1989 لأنه خافت جدا وبعيد عن نبتون  وتم اكتشاف لاوميديا إلى جانب هاليميد وساو من خلال استخدام التلسكوبات الأرضية - وكانت هذه هي المرة الأولى التي يكتشف فيها قمر لنبتون بواسطة التلسكوب منذ اكتشاف نيريد في عام 1949 من قبل جيرارد كايبر.

## الخصائص والمدار
يدور لاوميديا حول نبتون على بعد يقدر بحوالي 23،571،000 كم  ويبلغ قطره حوالي 42 كيلومترا (على افتراض بياض قدرة 0.04).
ويعتبر لاوميديا قمر غير نظامي بسبب مداره البعيد، والمنحرف حول نبتون. مثل معظم الأقمار الغير نظامية للكواكب العملاقة في نظامنا الشمسي الخارجي، لاوميديا على الأرجح تشكل بعد اصطدام بين القمر الأكبر ومذنب أو كويكب. مدار لاوميديا وساو عكس عقارب الساعة من الغرب إلى الشرق، مما يعني في نفس اتجاه دوران نبتون (حركة طردية). بينما هاليميد له مدار متراجع، في الاتجاه المعاكس لدوران نبتون ..